# Ramón José Viloria Pinzón
Ramón José Viloria Pinzón (ur. 6 kwietnia 1959 w San Felipe, zm. 23 lutego 2022) – wenezuelski duchowny rzymskokatolicki, w latach 2004-2010 biskup Puerto Cabello.

## Życiorys
Święcenia kapłańskie przyjął 28 października 1990 jako członek Bractwa Robotników Najśw. Serca Pana Jezusa. Był m.in. wykładowcą seminarium w Caracas, a także delegatem bractwa dla dzieł kapłańskich w Wenezueli.
5 grudnia 2003 został mianowany biskupem Puerto Cabello. Sakrę biskupią otrzymał 7 lutego 2004. 13 marca 2010 zrezygnował z urzędu.